# Viktor Porkristl
Viktor Porkristl, zvaný "Viki" (* 1969 České Budějovice) je český kytarista a zpěvák, působící v brněnské hudební skupině Kamelot.

## Osobní život
Hudební dráhu začínal ve skupině Bramblouš, dále pokračoval ve formacích Náhoda, Weekend, a Vodáci. Po předčasné smrti spoluzakládajícího člena Kamelotu Radka Michala přijal nabídku nastoupit do skupiny na jeho místo.
3. července 2004 brzy nad ránem při návratu z festivalu Trampská porta v Jihlavě havaroval, když u Hluboké nad Vltavou narazil do stromu. V bezvědomí a s těžkými poraněními byl převezen do českobudějovické nemocnice. Při incidentu zemřel na místě spolujezdce tramp Luboš Dvořák zvaný Lampa, se kterým Kamelot nahrál studiové album, a také druhý spolujezdec. Na další čtyři roky opustil skupinu, v níž ho nahradil Marek Dráb z kapely Nová sekce. V lednu 2008 se do ní vrátil.